# Didier Pitre
Didier Pitre (* 1. September 1883 in Valleyfield, Québec; † 29. Juli 1934 in Sault Ste. Marie, Ontario) war ein kanadischer Eishockeyspieler, der in seiner aktiven Zeit von 1903 bis 1923 unter anderem für die Montréal Canadiens in der National Hockey League gespielt hat.

## Karriere
Didier Pitre begann seine Karriere als Eishockeyspieler 1903 bei den Montréal Nationals. Nach weiteren Amateurstationen bei den American Soo Indians, Montréal Shamrocks und Edmonton Eskimos, erhielt der Angreifer 1909 einen Vertrag bei den neu gegründeten Montréal Canadiens, für die er die folgenden vier Jahre lang in der professionellen National Hockey Association aktiv war. Nach einem Jahr bei den Vancouver Millionaires aus der Pacific Coast Hockey Association, kehrte der Kanadier nach Montréal zurück, mit dem er in der Saison 1915/16 zum ersten und einzigen Mal in seiner Laufbahn den prestigeträchtigen Stanley Cup gewann. Ab 1917 nahm Pitre mit der Mannschaft aus Québec an der neu gegründeten National Hockey League teil, in der er seine Karriere 1923 beendete. Er starb 1934 bereits im Alter von 50 Jahren. Für seine Leistungen wurde er 1962 mit der Aufnahme in die Hockey Hall of Fame geehrt.

## Erfolge und Auszeichnungen
- 1916 Stanley-Cup-Gewinn mit den Montréal Canadiens